# Нове Драґане
Нове Драґане (пол. Nowe Draganie) — село в Польщі, у гміні Стара Біла Плоцького повіту Мазовецького воєводства.
Населення — 84 особи (2011).
У 1975-1998 роках село належало до Плоцького воєводства.

## Демографія
Демографічна структура станом на 31 березня 2011 року:
|          | Загалом | Допрацездатний вік | Працездатний вік | Постпрацездатний вік |
| -------- | ------- | ------------------ | ---------------- | -------------------- |
| Чоловіки | 39      | 10                 | 25               | 4                    |
| Жінки    | 45      | 11                 | 26               | 8                    |
| Разом    | 84      | 21                 | 51               | 12                   |